# Swiss Made 2069
Swiss Made 2069 (Alternativtitel: Swiss Made) ist ein schweizerischer Science-Fiction-Kurzfilm von den Regisseuren Fredi M. Murer und HR Giger aus dem Jahr 1968.

## Handlung
Im Jahr 2069 ist die Schweiz ein vollständig durchorganisierter, vollcomputerisierter und überwachter Staat, der alle Anpassungsunwilligen in Reservate pfercht. Ein humanoider Ausserirdischer zeichnet das Leben dieser Gesellschaft auf, die sich für die ewige Ordnung und den Frieden entschieden hat. Doch geht sie in einer selbstgeschaffenen Katastrophe unter und nur die Unangepassten im Untergrund überleben. 

## Trivia
- Das Kostüm für den Ausserirdischen und die Hunderüstung wurde von HR Giger entworfen.
- Das Kostüm des Ausserirdischen mit dem Namen „Humanoid“ wurde aus Polyester, Metall, Kunstleder, sowie einer Kamera gebaut und wurde unter anderem in einer Sonderausstellung von HR Giger im Deutschen Filmmuseum in Frankfurt am Main vom 21. Januar bis 26. Juli 2009 ausgestellt.
- Der Film wurde auf 35mm-Farbfilm gedreht.
- Der englische Filmtitel heisst Switzerland, ist aber auch unter Swiss Made bekannt.